# آنتاگونیسم (شیمی)
در شیمی، آنتاگونیسم (به انگلیسی: Antagonism) پدیده‌ای است که در آن دو یا چند عامل در ترکیب اثر کلی کمتر از مجموع تأثیرات فردی آنها دارند.
آنتاگونیست‌های شیمیایی کارکرد طبیعی یک سیستم را مختل می‌کنند. آنها برای معکوس کردن اثرات مولکول‌های دیگر عمل می‌کنند. اثرات آنتاگونیست‌ها پس از برخورد با آگونیست قابل مشاهده است و در نتیجه اثرات آگونیست خنثی می‌شود. آنتاگونیست‌هایی مانند آنتاگونیست دوپامین حرکت را در موش‌های آزمایشگاهی کند می‌کنند. اگرچه آنها مانع از اتصال آنزیم‌ها به سوبسترا می‌شوند، آنتاگونیست‌ها می‌توانند مفید باشند. به عنوان مثال، نه تنها مسدودکننده‌های گیرنده آنژیوتانسین، و مهارکننده‌های آنزیم مبدل آنژیوتانسین (ACE) برای کاهش فشار خون کار می‌کنند، بلکه با اثرات بیماری کلیوی در بیماران دیابتی و غیردیابتی نیز مبارزه می‌کنند. عوامل کیلیت، مانند کلسیم دی سدیم شکست‌خورده، در دسته آنتاگونیست‌ها جای می‌گیرند و برای کاستن اثرات کشنده فلزات سنگین مانند جیوه یا سرب عمل می‌کنند.
آزمایش‌ها با ترکیب‌های مختلف نشان می‌دهند که مخلوط‌های دوتایی فنولیک‌ها می‌توانند به یک اثر آنتی‌اکسیدانی هم‌افزایی یا به یک اثر متضاد سبب شوند.